# Igor Gal
Igor Gal (Koprivnica, 20. siječnja 1983.), je hrvatski nogometaš koji trenutačno igra za NK Graničar Kotoriba, klub iz Međimurja.
Krenuo je s karijerom u rodnom gradu igrajući za Slaven Belupo, a u seniorskoj je momčadi debitirao protiv Šibenika (ušao u 89. minuti), pod vodstvom Dražena Beseka, a isti ga je trener 6. ožujka 2002. po prvi puta koristio među početnih 11 (u Zadru). Nakon što se probio do prve momčadi iskazao se kao vrlo kvalitetan mladi stoper. Jednom je proglašen i najboljim sportašem grada.
U siječnju 2006. bez pompe je potpisao za splitskog Hajduka koji je tada s utakmicom manje bio na osmom mjestu. U takvoj momčadi kojoj je stoperski par činio relativno slab dvojac Žilić-Granić uspio se brzo nametnuti i već nakon par utakmica postati bitan igrač oko prvih 11. Naredna je počela znatno 
bolje, a Gal je privukao na sebe pažnju ponekih inozemnih klubova poput ukrajinskih Karpata. Na zimu te sezone bio je aktualan njegov odlazak iz kluba, no, uprava ga nije htjela pustiti. Kasnije mu je forma počela varirati i izgubio je nakratko mjesto stopera, no, brzo se vratio. Sve to vrijeme samozatajni Gal pokazao se kao zahvalan stoper, ali bez neke velike atrakcije i posebnih kvaliteta što ga je činilo nedoraslim većim utakmicama. Nakon povrataka Sablića i Tudora prodan je u redove turskog Rizespora. Nakon turskog kluba prelazi u Slaven Belupo gdje nije igrao zbog problema s papirima. U zimskoj pauzi prelazi u mađarski Diósgyőri VTK gdje vrlo brzo postaje standaran. Nakon odlaska iz mađarskog prvoligaša često mijenja klubove, a trenutačno igra u Graničaru iz Kotoribe. 
Statistika u Hajduku
| Natjecanje        | Nastupi | Zgoditci |
| ----------------- | ------- | -------- |
| Prvenstvo         | 43      | 0        |
| Kup               | 4       | 0        |
| Superkup          | 0       | 0        |
| Međunarodne       | 1       | 0        |
| Splitski podsavez | 0       | 0        |
| Ukupno            | 48      | 0        |
| Prijateljske      | 16      | 1        |
| Sveukupno         | 64      | 1        |

## Vanjske poveznice
- Nogometni-magazin: statistika
- Profil na Soccerwayu
- Profil na Transfermarktu